# Svartsengi
Le Svartsengi est un système volcanique d'Islande situé dans le sud-ouest du pays, sur la Reykjanesskagi, au sud-est de l'aéroport international de Keflavík et au nord de la ville de Grindavík. Composé de fissures, de cônes et de cratères volcaniques, il est peu actif pendant plusieurs centaines d'années mais après des crises sismiques notables en 2020, 2022 et 2023 en lien avec la Fagradalsfjall toute proche, il entre en éruption en 2023, 2024 et 2025.

## Géographie

### Localisation

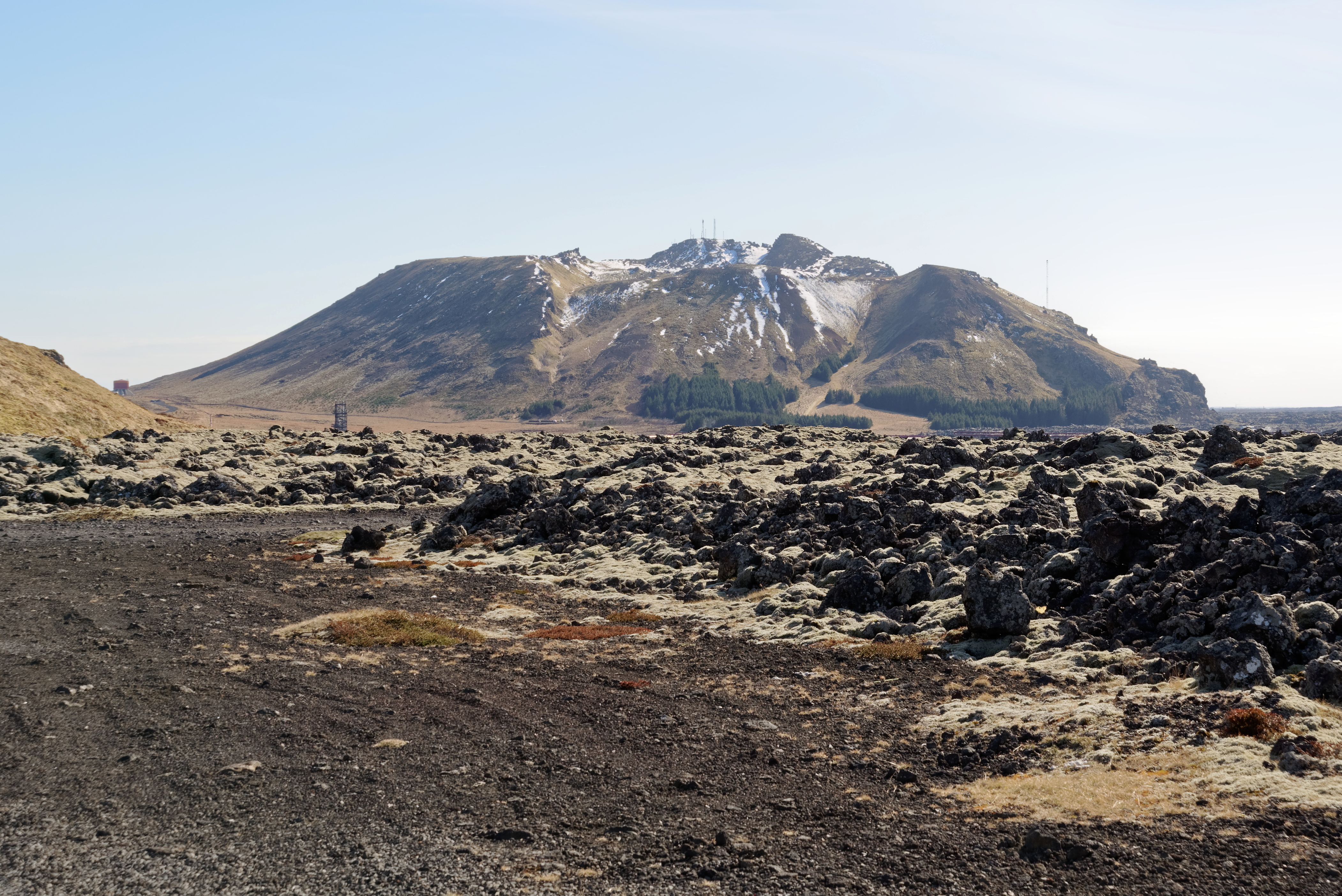
Vue depuis le nord du Þorbjörn, cratère constituant le point culminant du Svartsengi.

Le volcan est situé dans le sud-ouest de l'Islande, dans l'ouest de la Reykjanesskagi, la péninsule qui forme l'extrémité sud-ouest du pays.
Le toponyme islandais de Svartsengi, littéralement « le creux noir », « le lit noir », désigne un petit vallon au pied de la Sýlingarfell. Depuis ce lieu, l'aéroport international de Keflavík et la ville portuaire du même nom se trouvent à quinze kilomètres au nord-ouest, la ville portuaire de Vogar à onze kilomètres au nord, la ville portuaire de Grindavík à quatre kilomètres au sud, le cap de Reykjanes à seize kilomètres au sud-ouest ; Reykjavik, la capitale du pays, est distante d'une trentaine de kilomètres au nord-est. La centrale géothermique de Svartsengi et le Lagon bleu desservis par les routes 43 et 426 se trouvent sur le volcan en raison du contexte géothermique local. Au sommet du Þorbjörn — le point culminant du volcan — se trouvent des antennes-relais et au sud, en bordure du volcan, s'élèvent les antennes de la Naval Radio Transmitter Facility de Grindavík.
La majorité du volcan est située dans la municipalité de Grindavíkurbær à l'exception de l'extrémité nord-est des fissures qui se trouvent dans celle de Vogar, toutes deux dans la région de Suðurnes.

### Géologie
Dépourvu de cône volcanique central, ce volcan est composé d'un ensemble de fissures, de cônes et de cratères volcaniques alignés sur une trentaine de kilomètres de longueur pour sept kilomètres de largeur, orientés nord-est-sud-ouest et entourés de champs de lave : le Þorbjörn (243 m), la Sýlingarfell (206 m), la Stóra-Skógfell (188 m) et la Litla-Skógfell (85 m) au sud-ouest au nord-est. Deux autres systèmes volcaniques encadrent le Svartsengi : celui de Reykjanes à l'ouest et celui de la Fagradalsfjall à l'est, tous deux composés eux-aussi d'un ensemble de fissures, cônes et cratères orientés de manière parallèle. Ainsi, bien qu'ils aient des caractéristiques géologiques et topographiques similaires avec un fonctionnement sur le même principe tectonique dans un contexte de rift, ils possèdent également des différences notables dans la composition géochimique de leurs laves et une certaine individualité dans leur topographie et leur emplacement, ce qui tend les volcanologues à les considérer de plus en plus comme des systèmes distincts les uns des autres. Avec le Reykjanes, la Fagradalsfjall, le Krýsuvík, les Brennisteinsfjöll et le Hengill, le Svartsengi fait partie de la ceinture volcanique de Reykjanes.
Les laves émises par le Svartsengi sont exclusivement des basaltes — notamment de la picrite et de la tholéite — et le sont sous forme d'éruptions effusives d'indice d'explosivité volcanique de 1 à 3 et qui produisent des coulées de lave et des projections limitées de téphras.

## Histoire

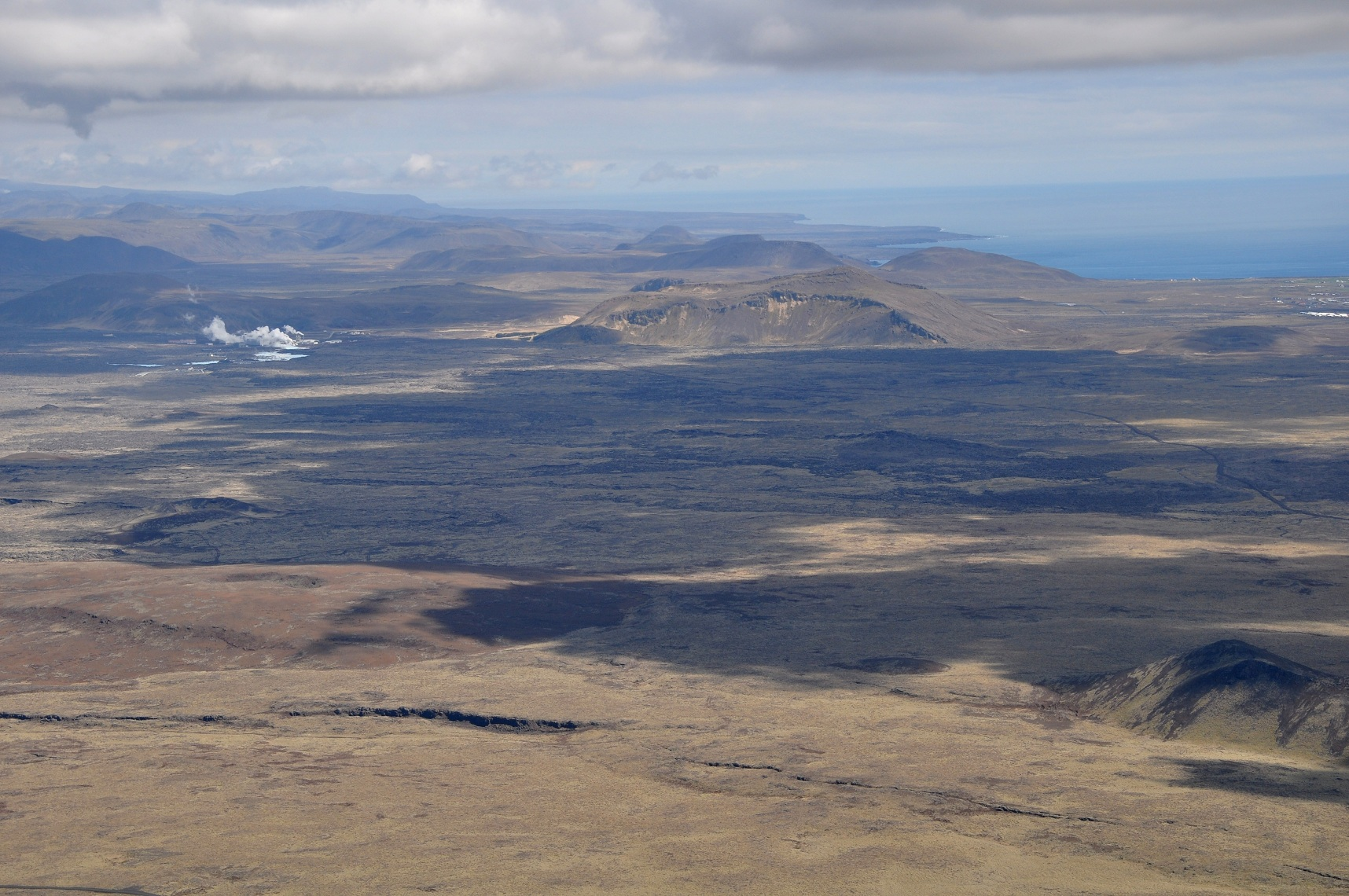
Vue aérienne depuis l'ouest du secteur du Svartsengi : les champs de lave et les fissures s'étendent au pied du Þorbjörn avec à ses pieds à gauche le Lagon bleu et la centrale géothermique de Svartsengi d'où s'élèvent des panaches de vapeur d'eau.

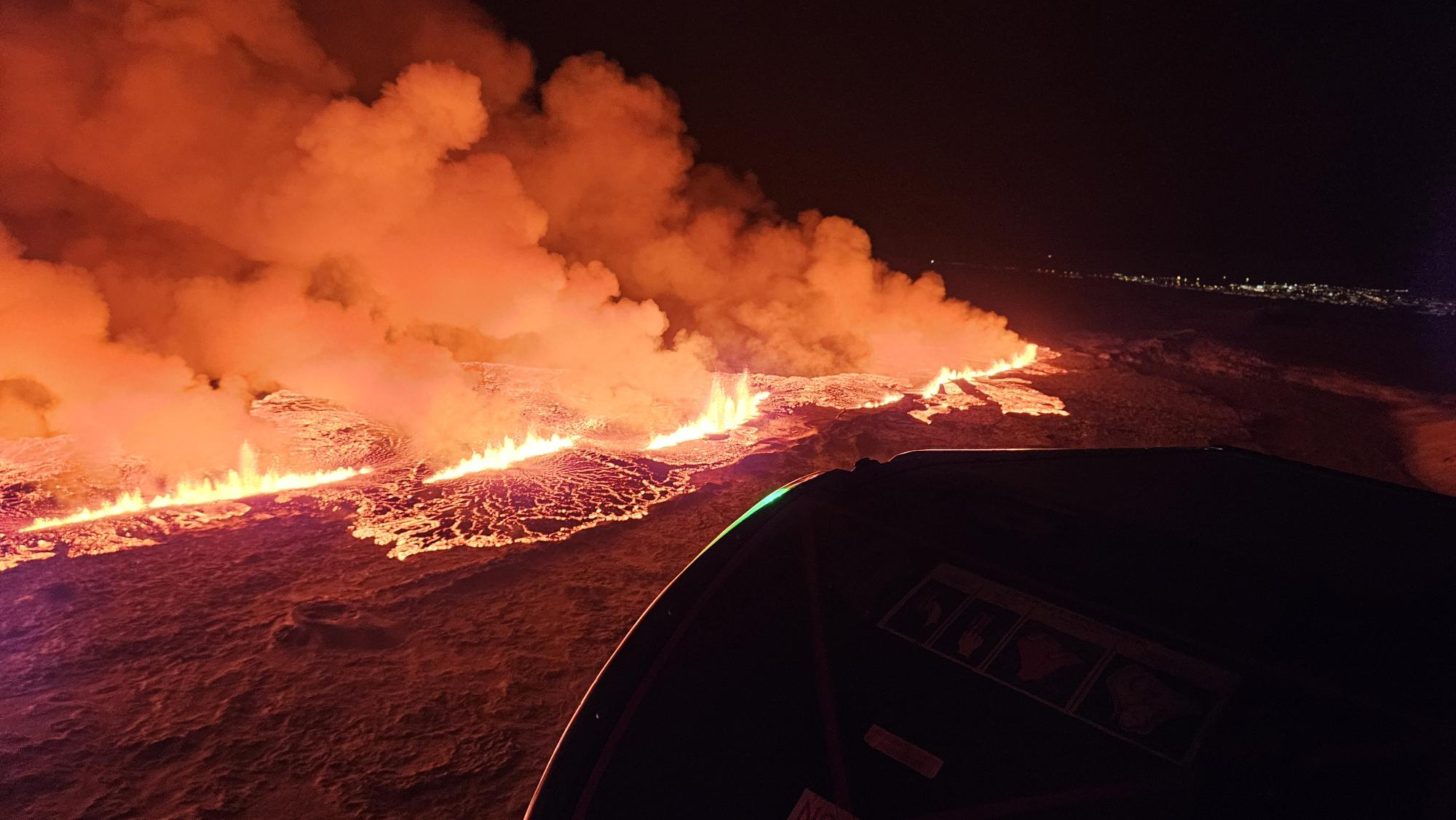
Vue aérienne des fissures et coulées de lave dans les premières heures de l'éruption le 18 décembre 2023 ; Grindavík est visible en arrière-plan, à quatre kilomètres au sud-ouest des fissures.

Au cours de l'Holocène, le Svartsengi connait entre douze et quinze périodes éruptives — soit une périodicité d'environ 1 000 ans — comme l'attestent les coulées de lave qui lui sont associées. Ces épisodes d'activité sont représentés par une succession rapprochée d'éruptions sur une période de quelques dizaines d'années. Le dernier de ces épisodes se déroule au XIIIe siècle avec les « feux de Reykjanes », une série d'éruptions effusives sur le Svartsengi et le Reykjanes qui s'échelonnent entre 1210 et 1240 et qui produisent des coulées de lave d'une superficie de 50 km2 pour le seul Svartsengi.
Alors que le secteur est habituellement relativement calme d'un point de vue géologique, une activité sismique intense se déclenche brutalement le 25 octobre 2023,. Plusieurs centaines de secousses sont détectés quotidiennement avec des hypocentres entre 6 et 1,5 kilomètres de profondeur, la très grande majorité d'une magnitude inférieur à 3 mais quelques-uns dépassant cette valeur, jusqu'à 4,5 pour le plus puissant le 25 octobre,. Au 1er novembre, soit au bout d'une semaine, 10 000 secousses ont déjà été enregistrées dont 26 dépassant une magnitude de 3 ; le 9 novembre, la sismicité atteint des niveaux proches de 5 sur l'échelle de Richter. Dans le même temps, le sol se soulève de plus de cinq centimètres, principalement à environ 1,5 kilomètre au sud-ouest du Lagon bleu et au nord-ouest du Þorbjörn,. Ces phénomènes sont la conséquence d'une intrusion de magma à quatre ou cinq kilomètres de profondeur à l'aplomb du secteur concerné par le plus par le soulèvement du sol,. Interprété comme le prélude à une éruption volcanique — bien que de tels évènements se soient déjà produits en 2020 et 2022 dans le même secteur sans que cela n'entraîne une éruption —, le niveau d'alerte pour l'aviation est réévalué à jaune,, le Lagon bleu est fermé le 9 novembre et Grindavík est évacuée à partir du 10 novembre.
En dépit de la baisse de l'activité sismique et volcanique fin novembre, l'éruption se déclenche le 18 décembre à 22 h 17 après une nouvelle crise sismique débutée vers 21 h. Des fissures volcaniques s'ouvrent sur environ quatre kilomètres de longueur au niveau de la formation du dyke observée les semaines précédentes, à l'est de la centrale géothermique de Svartsengi et du Lagon bleu et au nord-est de Grindavík — l'extrémité méridionale des fissures se trouve à environ trois kilomètres au nord-est du bourg. Le secteur concerné par les fissures, les fontaines de lave et les coulées de lave qui s'en échappent dans toutes les directions est entouré par la Fagradalsfjall à l'est, la Hagafell au sud-ouest, la Sýlingarfell et la Stóra-Skógfell à l'ouest, dans le Dalahraun, une vaste plaine ouverte vers le nord ; ces reliefs mettent les infrastructures humaines à l'abri des effets de l'éruption qui se termine le 21 décembre avec le tarissement des fontaines de lave. Le 14 janvier 2024, deux nouvelles fissures s'ouvrent au pied de la Hagafell, à quelques centaines de mètres au nord de Grindavík, et laissent s'échapper deux coulées de lave qui se dirigent vers le sud ; l'une d'elle issue de la fissure la plus proche de la ville détruit trois habitations. Après quelques heures d'activité, les fontaines de lave se tarissent le 16 vers 1 h. Une autre éruption se déroule du 8 au 9 février 2024 dans le même secteur que celle du 18 décembre 2023 avec l'ouverture de fissures de trois kilomètres de longueur qui laissent s'échapper un panache volcanique et des fontaines de lave qui forment des coulées se dirigeant en grande partie vers l'ouest, coupant les routes 43 et 426 ainsi qu'une canalisation d'eau de chauffage urbain. Une quatrième éruption se déroule du 16 mars au 24 juin avec l'ouverture d'une fissure d'environ trois kilomètres de longueur dans le même secteur que les éruptions de décembre et de février. Une cinquième éruption se déroule du 22 août au 6 septembre,, une sixième du 20 novembre au 8 décembre 2024, une septième du 1er au 4 avril 2025, et une huitième du 16 juillet au 1er août 2025. Durant toute cette période, le gonflement du sol se poursuit et l'activité sismique reste élevée, signe que la lave circule toujours en sous-sol et peut ressortir à tout moment.

## Activités

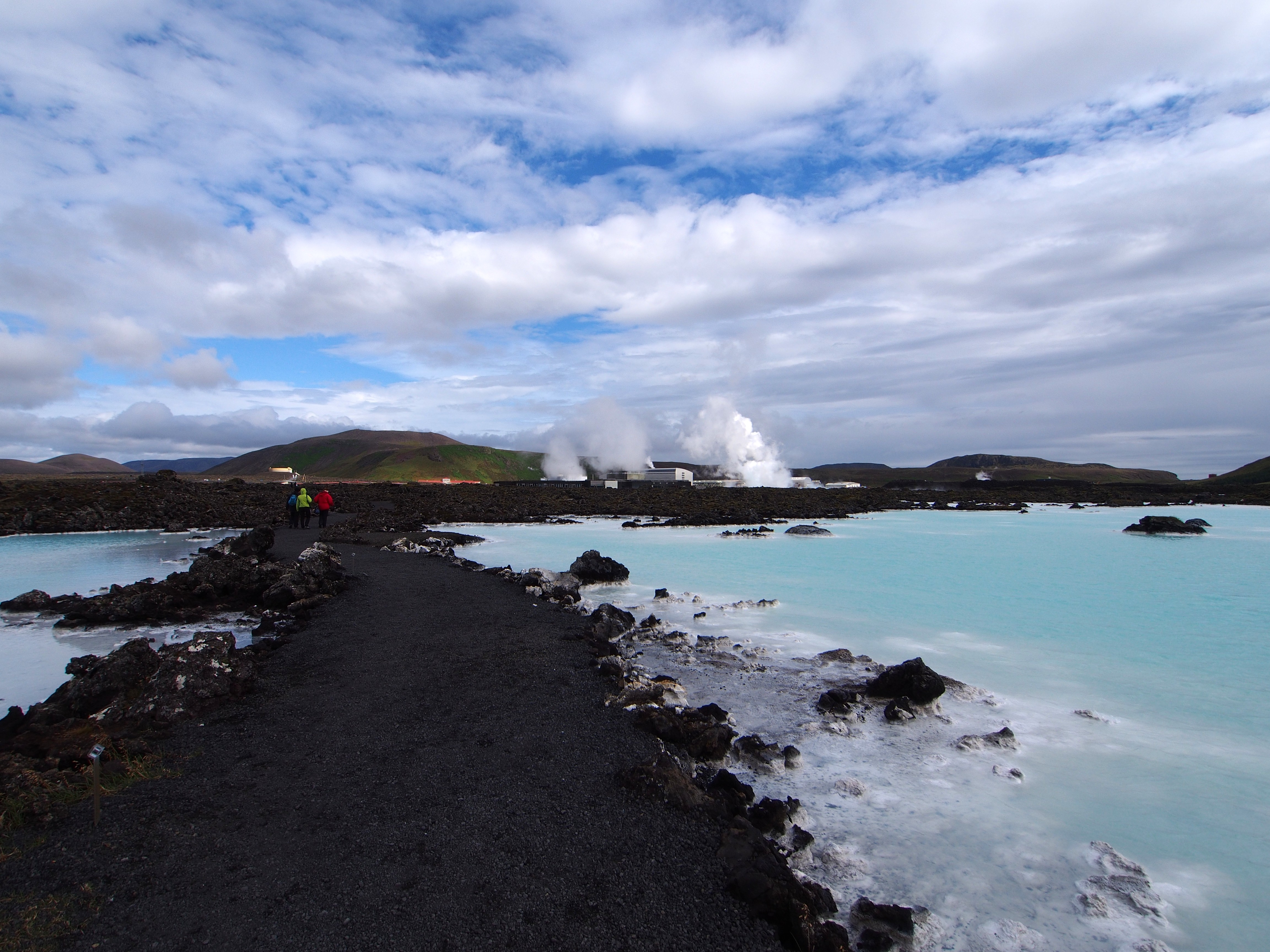
Les eaux de rejet de la centrale géothermique de Svartsengi utilisées par le Lagon bleu avec la Sýlingarfell en arrière plan.

La proximité avec les villes les plus peuplées du pays dont Reykjavik et l'important potentiel géothermique du site conduisent à la construction de la centrale géothermique de Svartsengi mise en service en 1977. Les eaux rejetées à proximité de la centrale et fortement chargées en minéraux — notamment en silice — forment un plan d'eau dans le champ de lave, conduisant à la construction de l'établissement thermal du Lagon bleu en 1992.